# Łupież rumieniowy
Łupież rumieniowy (łac. erythrasma) – choroba bakteryjna skóry wywoływana przez maczugowce Corynebacterium minutissimum, objawiająca się złuszczającymi ogniskami rumieniowymi głównie w okolicy pachwin.

## Patogeneza
Chorobę wywołuje infekcja maczugowcem Corynebacterium minutissimum, należącym do flory fizjologicznej zdrowych ludzi. 

## Objawy i przebieg
Wykwit pierwotny przedstawia się jako rumieniowa plama różowej, żółtawej bądź ciemnobrunatnej barwy, z otrębiastym złuszczaniem na powierzchni. Zmiany lokalizują się przede wszystkim na udach i w okolicy pachwin, u mężczyzn w miejscu przylegania moszny do wewnętrznej powierzchni uda, u kobiet w miejscu kontaktu warg sromowych większych z udami, rzadziej w dołach pachowych, szparze międzypośladkowej, pępku, fałdach podsutkowych, zmiany są również spotykane w przestrzeniach międzypalcowych stóp. Przebieg jest przewlekły, wielomiesięczny bądź wieloletni.

## Diagnostyka i różnicowanie
Rozpoznanie ustala się na podstawie charakterystycznego obrazu klinicznego i przewlekłego przebiegu.
W diagnostyce łupieżu rumieniowego stosuje się lampę Wooda – charakterystyczna jest pomarańczowoczerwona fluorescencja, spowodowana produkcją porfiryn przez maczugowce. Rozstrzygające jest badanie mikroskopowe preparatów z zeskrobin barwionych metodą Giemsy lub Grama.
W rozpoznaniu różnicowym bierze się pod uwagę:
- grzybicę pachwin (tinea inguinalis);
- wyprzenia drożdżakowe (intertrigo);
- łupież pstry[1];
- łuszczycę odwróconą[1].

## Leczenie
Zazwyczaj wystarcza leczenie miejscowe: lekiem z wyboru jest maść erytromycynowa (5%). Można stosować preparaty imidazolowe (ketokonazol, mikonazol, ekonazol) i mydła przeciwbakteryjne. W przypadku zmian rozsianych, rozległych bądź nawracających erytromycynę podaje się ogólnie (1,0-1,5 g/d przez 10 dni) lub stosuje się doustnie linkozamid. Niektóre ośrodki stosują azytromycynę lub klarytromycynę. Zastosowanie znajdują też preparaty miejscowe z klindamycyną lub kwasem fusydowym.